# Barwa granatowa
Barwa granatowa (granat) – ciemny odcień barwy niebieskiej. Nazwa koloru pochodzi od nazwy owocu granatowca – w języku łacińskim granatum.

## Granatowy w kulturze
Informatyka
- Kolor granatowy – navy – występuje jako jedna z barw w szesnastokolorowej palecie stosowanej w komputerach w latach 80.

Wojsko
- Nazwa w języku angielskim, navy blue, wzięła się od ciemnoniebieskich mundurów noszonych przez brytyjskich oficerów marynarki wojennej, następnie wprowadzonych również w innych marynarkach świata (np. w Stanach Zjednoczonych).

Muzyka
- Album Navy Blue nagrany przez Diane Renay zawiera wyłącznie piosenki o marynarzach[2].
- Rina Aiuchi wydała 3 października 2001 singel pod tytułem NAVY BLUE.